# Центри походження культурних рослин
Це́нтри (осере́дки) похо́дження культу́рних росли́н — географічні центри генетичного різноманіття культурних рослин. Можуть бути первинними (район споконвічного зростання диких форм і одомашнення) та вторинними (в результаті подальшого поширення культурних та напівкультурних рослин і подальшої селекції).
Питання про те, коли і де людина «винайшла» сільське господарство, викликає безліч суперечок, хоча дослідники зазвичай погоджуються, що сталося це 12-10 тис. років тому десь у межах великого регіону, який отримав у археологів назву «Родючий півмісяць» . На карті він виглядає дійсно як півмісяць, який охоплював пониззя Нілу, землі Леванту та Месопотамії. На цій території навесні випадає доволі багато (щодо навколишніх дуже посушливих регіонів) опадів, а ґрунти характеризуються високою родючістю. Родючий півмісяць пов'язує райони стародавнього Єгипту та Месопотамії, і тому його справедливо вважають колискою людської цивілізації.

## Історія
Рослинництво виникло одночасно в Старому і Новому Світі за 7-8 тис.р.до н. е. Процес одомашнення спочатку відбувався незалежно в географічно відокремлених областях земної кулі на всіх п'яти континентах і, звичайно, на видах навколишньої флори. Флористичний склад одомашнюваних видів був ендемічним для великих географічних територій, іншими словами, використовувалася вітчизняна флора.
В історії людських цивілізацій настав період сухопутних (часто караванних) і морських контактів і матеріальних зв'язків між різними географічними цивілізаціями. Це супроводжувалося поширенням насіння і плодів ендемічних одомашнених рослин, так що часом було важко визначити батьківщину культурного виду. У процесі становлення та розширення ареалів вищих рослин визначилися ботаніко-географічні та генетичні центри походження культурних рослин. Одомашнення рослин в різних географічних умовах супроводжувалося такими природними закономірностями еволюції, як мутації різного типу, поліплоїдія і інтрогресія при природній гібридизації.

## Вчення про центри походження культурних рослин
Вчення про центри походження культурних рослин сформувалося на основі ідей Ч. Дарвіна («Походження видів», гл. 12, 1859) про існування географічних центрів походження біологічних видів. У 1883 Альфонс Декандоль опублікував працю, в якій встановив географічні області початкового походження найголовніших культурних рослин. Однак ці області були приурочені до цілих континентів або до інших також досить великих територій. Протягом півстоліття після виходу книги Декандоля пізнання в області походження культурних рослин значно розширилися; вийшли монографії, присвячені культурним рослинам різних країн, а також окремим рослинам. Найбільш планомірно цю проблему розробляв в 1926—1939 Микола Вавилов. На підставі матеріалів про світові рослинні ресурси він виділяв 7 основних географічних центрів походження культурних рослин:
1. Південноазійський тропічний центр (близько 33 % від загального числа видів культурних рослин).
2. Східноазійський центр (20 % культурних рослин).
3. Південно-західноазійський центр (4 % культурних рослин).
4. Середземноморський центр (приблизно 11 % видів культурних рослин).
5. Ефіопський центр (близько 4 % культурних рослин).
6. Центральноамериканський центр (приблизно 10 %)
7. Андський (Південноамериканський) центр (близько 8 %)

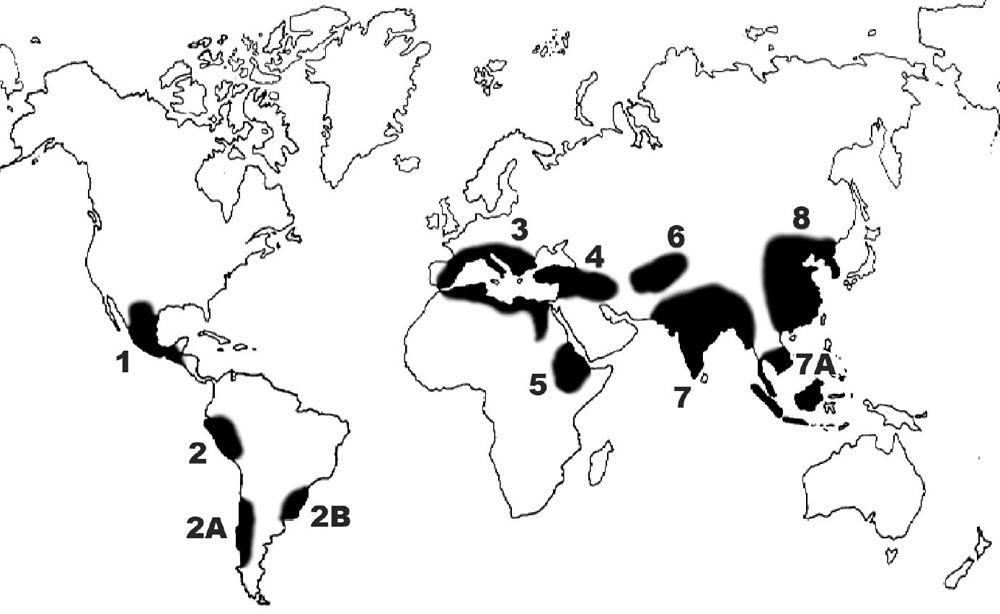
Центри походження культурних рослин:
1. Центральноамериканський, 2. Південноамериканський, 3. Середземноморський, 4. Передньоазійський, 5. Абісинський, 6. Середньоазійський, 7. Індостанський, 7A. Південно-Східноазійський, 8. Східноазійський.

Багато дослідників, в тому числі П. М. Жуковський, Є. М. Синська, А. І. Купцов, продовжуючи роботи Вавилова, внесли в ці уявлення свої корективи. Так, тропічну Індію й Індокитай з Індонезією розглядають як два самостійних центри, а Південно-Західноазійський центр поділений на Середньоазійський та Передньоазійський, основою Східноазійського центру вважають басейн Хуанхе, а не Янцзи, куди китайці як народ-хлібороб проникли пізніше.
Встановлені також центри древнього землеробства в Західному Судані і на Новій Гвінеї. Плодові культури (у тому числі ягідні і горіхоплідні), маючи більш великі ареали поширення, виходять далеко за межі центрів походження, більш узгоджуючись з уявленнями Декандоля. Причина цього полягає в переважно лісовому походженні (а не передгірному як для овочевих і польових культур), а також в особливостях селекції. Виділено нові центри: Австралійський, Північноамериканський, Європейсько-Сибірський.
Деякі рослини введені в минулому у культуру з поза цих основних центрів, але число таких рослин невелике. Якщо раніше вважалося, що основні осередки давніх землеробських культур — широкі долини Тигру, Євфрату, Гангу, Нілу й інших великих річок, то Вавилов показав, що майже всі культурні рослини з'явилися в гірських районах тропіків, субтропіків і помірного поясу. Основні географічні центри початкового введення в культуру більшості оброблюваних рослин пов'язані не тільки з флористичним багатством, а й з найдавнішими цивілізаціями.
Встановлено, що умови, в яких відбувалася еволюція і селекція культури, накладають вимоги до умов її зростання. Перш за все це вологість, тривалість дня, температура та тривалість вегетації.

## Китайський (Східноазійський) центр
Китайський центр охоплює гірські області центрального та західного Китаю з прилеглими до них низинними районами. Основа цього вогнища — області помірного поясу по річці Хуанхе. Характеризується порівняно високим температурним режимом, дуже великим ступенем зволоження, помірним вегетаційним періодом.
- Рис — японський різновид
- Цінке або Цинке (тибетський ячмінь) — голозерний різновид
- Просо
- Чумиза
- Гаолян
- Пайза (Echinochloa frumentacea) — японське просо, дике просо, плоскуха хлібна, однорічна рослина родини злаків[1].
- Адзукі або Квасоля незграбна (''Vigna angularis'')
- Овес — голозерний різновид
- Соя
- Редька — Дайкон і Лоба
- Пекінська капуста (Brassica pekinensis)
- Китайська капуста (Brassica chinensis)
- Салат спаржевий (Lactuca asparagus)
- Батун
- Цибуля запашна
- Бавовник коротковолокнистий (деревна форма) — спірно
- Буролистка однорічна
- Актинідія — первинний осередок
- Волоський горіх
- Ліщина
- Апельсин — можливо вторинне вогнище
- Мандарин
- Кінкан
- Хурма
- Лимонник
- Китайський гіркий гарбуз
- Унабі
- Чайне дерево
- Тунгове дерево
- Біла Шовковиця (тутове дерево)
- Камфорний лавр
- Бамбук — деякі види
- Женьшень
- Китайський артишок
- Цукрова тростина — місцеві різновиди
- Мушмула японська (локва)
- Канатник
- Малина пурпуровоплода
- Лічі
- Восковниця червона

Також центр є первинним осередком формоутворення підродин яблуневі та мигдалеві та родів їх складових (не плутати з вогнищами походження культурних рослин / одомашнення / окультурення), в їх числі:
- Яблуня
- Груша
- Абрикос
- Вишня
- Слива
- Мигдаль
- Персик
- Глід

## Індо-малайський (Південно-Східноазійський) центр
Індо-Малайський центр доповнює Індійський осередок походження культурних рослин, включаючи весь Малайський архіпелаг, Філіппіни та Індокитай. Дуже високі вологість і температура, цілорічна вегетація. Зазнав деякого впливу з боку Китайського та Індостанського центрів.
- Рис — первинний осередок
- Хлібне дерево
- Банан
- Кокосова пальма
- Цукрова пальма
- Сагова пальма
- Арека
- Цукрова тростина — спільно з Індостанським центром
- Помпельмус
- Дуріан
- Абака
- Ямс
- Таро
- Пак чой
- Восковий гарбуз
- Чина — спірно
- Лимон — вторинний осередок
- Помело
- Бергамот
- Лайм
- Помаранча
- Бетель
- Кардамон
- Мангостан
- Гвоздика
- Чорний перець
- Мускатник
- Лонган
- Трихозант
- Кажура

## Індійський (Індостанський) центр
Індійський (Індостанський) центр охоплює півострів Індостан, виключаючи північно-західні штати Індії, а також Бірму та індійський штат Ассам. Характеризується досить високим зволоженням і високими температурами, а також тривалою вегетацією. Зазнав деякий вплив Індо-малайського центру (рис, цукровий очерет, цитрусові).
- Баклажан
- Огірок
- Апельсин — можливо вторинний осередок
- Лимон — первинний осередок
- Цитрон
- Рис — індійський різновид
- Дагуса
- Квасоля золотиста
- Доліхос
- Люффа
- Цукрова тростина — спільно з Індо-Малайським центром
- Джут
- Кенаф
- Пшениця кульозерна
- Манго
- Кокосова пальма — вторинний осередок
- Ендивій
- Ескаріол
- Базилік
- Гірчиця салатна
- Опійний мак
- Гречка
- Цукрова пальма — спільно з Індо-малайським центром
- Бавовник коротковолокнистий — спірно
- Ююба

## Середньоазійський центр
Середньоазійський центр включає північно-західну частину Індії (Пенджаб), північну частину Пакистану, Афганістан, Таджикистан, Узбекистан і Західний Тянь-Шань. Дуже низьке зволоження (часто ґрунтовими водами), досить високі температури з сильними добовими і сезонними коливаннями, помірна тривалість вегетації (сезон дощів). Даний центр випробував дуже сильний вплив з боку Китайського і Передньоазіайського. Так, майже для всіх плодових культур, що походять звідси, він є вторинним.
- Диня
- Пшениця — деякі гексаплоїдні види (Triticum compactum, Triticum inflatum)
- Сочевиця — дрібнозерний різновид
- Люцерна — спільно з Переднеазійський центром
- Абрикос — вторинний осередок
- Виноград — один з осередків
- Мигдаль — вторинний осередок
- Фісташка — вторинний осередок
- Яблуня — вторинний осередок
- Груша — вторинний осередок
- Вишня — вторинний осередок
- Слива — вторинний осередок
- Волоський горіх — вторинний осередок
- Маслинка
- Гранат — вторинний осередок
- Інжир — вторинний осередок
- Цибуля городня
- Цибуля-слизун
- Цибуля-різанець
- Цибуля афлатунська
- Цибуля багатоярусна
- Часник — основний (можливо первинний) осередок
- Квасоля золотиста — вторинний осередок
- Нут — вторинний осередок
- Коноплі

## Передньоазійський центр

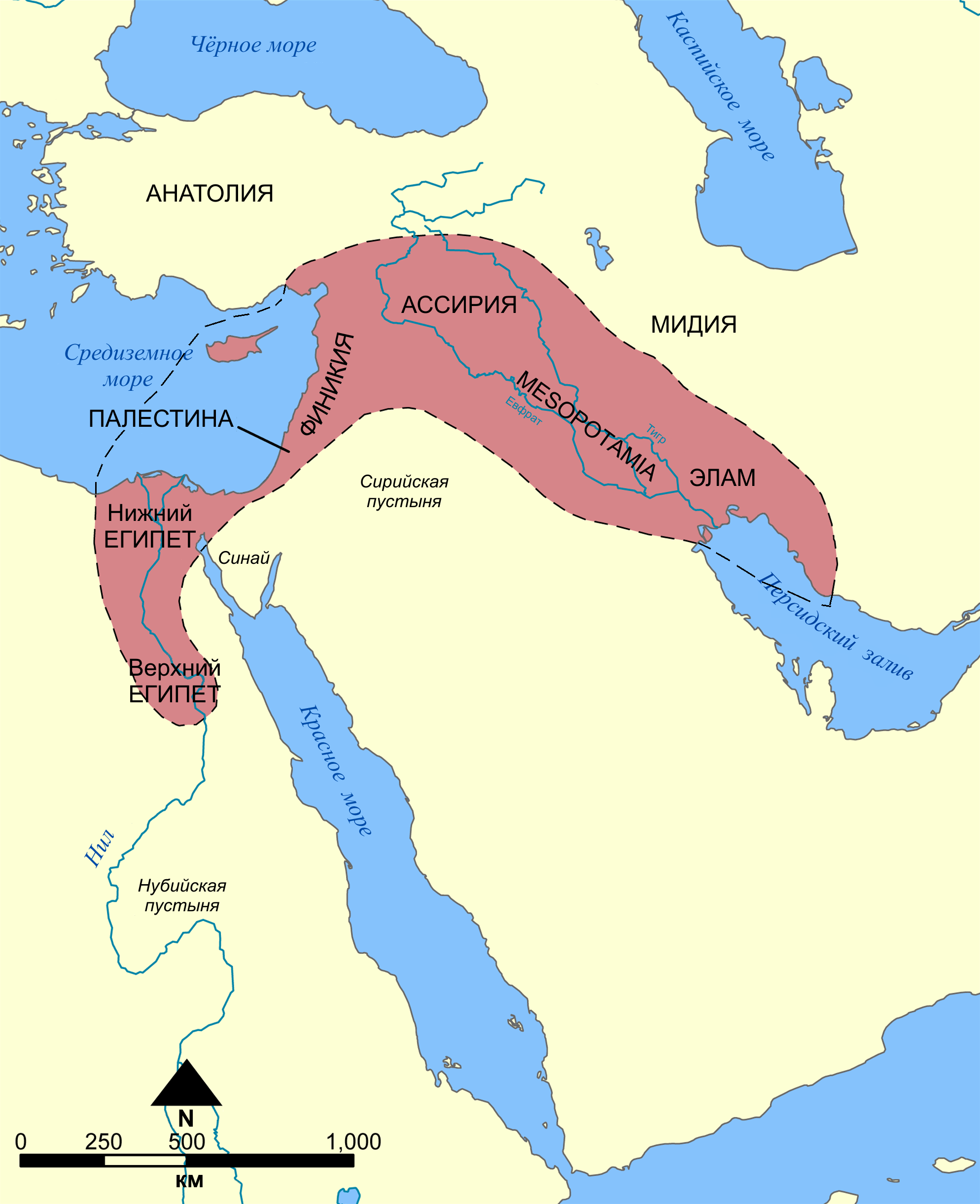
«Родючий півмісяць»

Передньоазійський центр зосереджений в Передній Азії, включаючи внутрішню Малу Азію, все Закавказзя, Іран і гірський Туркменістан. Дуже низьке зволоження, високі температури (на відміну від Середньоазійського і середземноморського центрів рідкісні негативні температури), тривалі посушливі періоди. Зазнав впливу Середземноморського і Середньоазійського центру. Практично неможливо визначити межі цих трьох центрів, оскільки вони дуже перекриваються.
Введення в культуру диких хлібних злаків і становлення землеробства відбувалося незалежно в різних районах західної частини Родючого півмісяця 10500-10000 років тому. Про те, як йшов розвиток сільського господарства в східних районах, відомостей майже не було. Недавні спільні дослідження німецьких та іранських археологів нарешті заповнили існуючий пробіл. Проведені ними в іранських горах Загрос розкопки дозволили отримати дуже детальну картину введення в культуру диких видів пшениці. Сталося це 9800 років тому, дещо пізніше, ніж у західних районах «півмісяця».
- Пшениця — більшість видів (у тому числі T. aestivum, T. turgidum, T. polonicum)
- Полба — всі види й різновиди
- Ячмінь — дворядний
- Овес — вторинний осередок
- Жито
- Горох
- Льон — олійні форми
- Ляллеманція
- Нут
- Люцерна — спільно зі Середньоазіайським центром
- Слива — первинний осередок
- Айва
- Фундук
- Кизил
- Яблуня — вторинний осередок
- Груша — один з основних осередків
- Вишня — вторинний осередок
- Айва
- Інжир — первинний осередок
- Чишкун звичайний — спільно з Середземноморським центром.
- Волоський горіх — вторинний осередок
- Каштан
- Виноград — один з осередків
- Черемха — основний осередок
- Фісташка
- Хурма — вторинний осередок
- Глід — вторинний осередок
- Абрикос — вторинний осередок
- Черешня — вторинний осередок
- Фінікова пальма
- Цибуля порей
- Диня — вторинний центр
- Пастернак — первинний центр
- Шпинат
- Салат — спільно з Середземноморським центром.
- Кресс-салат
- Естрагон — спірно
- Чабер — спільно з Середземноморським центром.
- Майоран — спільно з Середземноморським центром.
- Любисток
- Егілопс
- Еспарцет
- Віка
- Могар — спірно
- Барбарис

## Середземноморський центр
Середземноморський центр — Балкани, Греція, Італія і велика частина середземноморського узбережжя. Характеризується не дуже тривалим вегетаційним періодом (особливо північні його частини), достатнім зволоженням і помірними температурами. Зазнав впливу з боку Передньоазійського центру.
- Овес — первинний осередок
- Люпин
- Чина — спірно
- Льон — прядильні форми
- Конюшина — первинний осередок
- Оливкове дерево
- Ріжкове дерево
- Лавр благородний
- Виноград — основне вогнище
- Дуб корковий
- Гірчиця біла
- Капуста білокачанна
- Капуста червонокачанна
- Кольрабі
- Броколі
- Брюссельська капуста
- Савойська капуста
- Листова капуста
- Ріпак — спірно (можливо в Західній Європі)
- Горох — спільно з Передньоазійським центром
- Біб кінський
- Кабачок (і деякі інші різновиди гарбуза) — вторинний осередок
- Морква
- Петрушка — первинний осередок
- Пастернак
- Селера
- Буряк
- Мангольд
- Редька
- Редис
- Ріпа — вторинний осередок
- Бруква
- Турнепс
- Скорцонера іспанська
- Козелець
- Цикорій
- Салат — спільно з Передньоазійським центром
- Щавель кислий
- Ревінь
- Спаржа
- Артишок
- Катран
- Меліса лікарська
- Гісоп лікарський
- Змієголовник
- М'ята
- Аніс
- Коріандр
- Фенхель
- Кмин
- Огіркова трава
- Хрін
- Сафлор
- Кріп

## Ефіопський (Абісинський) центр
Абісинський центр — автономний світовий осередок культурних рослин в околицях ефіопського нагір'я: Ефіопія, південно-східний Судан, Еритрея. Іноді його розширюють на всю тропічну Африку на південь від Сахари, але це досить спірно з причини гірського клімату Ефіопії, який створив умови для первинного дуже давнього проникнення землеробства в навколишні тропічні регіони. Характеризується цілорічної вегетацією, дуже високими температурами і недостатнім зволоженням (у тому числі ґрунтовими водами).
- Пшениці твердих сортів (лат. Triticum durum)
- Сорго
- Теф
- Нуг
- Кава
- Кола
- Енсета (абісинський банан)
- Кавун
- Бамія (окра)
- Ямс — деякі види
- Рицина
- Кунжут
- Просо — місцеві різновиди
- Олійна пальма — Західна Африка
- Вігна (коров'ячий горох)
- Бавовник — диплоїдні види (стали родоночальниками нині існуючих американських культурних видів, але самі не були окультурені)
- Калебаса — вторинний осередок
- Ківано
- Сикомор
- Мелотрія шорстка
- Цибуля шалот
- Кат (рослина)

## Центральноамериканський центр
Центральноамериканський осередок — південна Мексика, Центральна Америка, почасти Антильські острови. Переважно помірне зволоження (збільшується з північного заходу на південний схід), досить високі температури, зі значними добовими і сезонними коливаннями, помірна тривалість вегетації (сезон дощів).
- Кукурудза
- Квасоля звичайна
- Гарбуз — первинний осередок
- Батат
- Ангурія (антильський огірок)
- Какао
- Перець овочевий
- Соняшник
- Топінамбур
- Авокадо
- Бавовник звичайний — випадковий тетраплоїдний гібрид африканського і південноамериканського бавовників
- Агава
- Тютюн
- Махорка
- Папая — спільно з Американським центром
- Пекан
- Помідор — вторинний осередок
- Фізаліс
- Чайот
- Хікама

## Південноамериканський (Перуано-Еквадор-Болівійський, або Андійський) центр
Південноамериканський (Перуано-Еквадор-Болівійський) центр охоплює гірські області і плоскогір'я Колумбії, Еквадору, Перу, Болівії. Досить високі температури, недостатнє зволоження. Зазнав деякий вплив Центральноамериканського центру (причому взаємно).
- Папая — спільно з Центральноамериканським осередком
- Картопля — вид Solanum andigena і деякі інші
- Настурція бульбоносна
- Квасениця бульбоносна
- Уллюко бульбоносний
- Якон
- Помідор — первинний центр
- Тамарілло
- Кока
- Арахіс
- Хінне дерево
- Гевея
- Циклантера
- Ананас
- Кіноа
- Бавовник перуанський (тонковолокнистий)
- Фейхоа
- Бразильський горіх
- Пасифлора
- Квасоля лімська
- Гарбуз великоплодий (гарбуз лікувальний)
- Гарбуз мускатний
- Гарбуз фіголистий
- Кукурудза — вторинний центр
- Щириця
- Гігантська гранаділа
- Солодка гранаділа
- Жовта гранаділа
- Бананова гранаділа
- Чулюпа
- Наранхіла
- Кокона
- Пепіно
- Лукума
- Аракача
- Мака перуанська

Додатково до основного Американського центру виділено ще два субцентри:

### Чілоандський субцентр
Острів Чілое поблизу Чилі. Має низькі температури і підвищений зволоження.
- Картопля — вид Solanum tuberosum
- Суниці чилійські
- Угні

### Бразильсько-парагвайський субцентр
Розташований у верхів'ях річки Парана в південно-східній частині Бразильського нагір'я. Має достатні зволоження і температури, цілорічну вегетацію.
- Маракуя
- Мате
- Імбу
- Маніок — спільно з андійським центром

Іноді (особливо для плодових культур) виділяють також:

## Австралійський центр
Включає Австралійський континент і Нову Зеландію. Недостатнє зволоження, високі температури, цілорічна вегетація. Утворився в Новітній час.
- Евкаліпт
- Акація
- Австралійський горіх
- Ківі (актинідія) — вторинний осередок
- Унабі — вторинний осередок
- Шпинат новозеландський
- Новозеландський льон

## Північноамериканський центр
Включає переважно схід сучасних США. Висока вологість, помірні температури, достатня тривалість вегетації. Зазнав впливу Центральноамериканського осередку (а з часу відкриття Америки і євразійських).
- Ціцанія водна
- Слива канадська (чорна)
- Слива американська
- Аґрус американський
- Журавлина крупноплода
- Горіх каліфорнійський — Juglans californica
- Горіх чорний
- Суниці віргінські
- Малина чорна
- Буяхи
- Ожина
- Виноград — вторинний центр (гібриди європейського Vitis vinifera і місцевого Vitis labrusca)
- Люпин
- Рябчик камчатський
- Ірга
- Азиміна

## Європейсько-Сибірський центр
Включає великі території помірного поясу Євразії. На більшій частині має порівняно добре зволоження, нетривалий період вегетації і невисокі температури. Визначною ознакою регіону можна назвати також тривалий період з мінусовими температурами і стійким сніговим покривом. Зазнав сильного впливу Середземноморського і Передньоазійського центрів.
- Цукровий буряк
- Льон — вторинний осередок (ймовірно)
- Конюшина червонувата
- Конюшина біла
- Рижій
- Яблуня — вторинний осередок
- Вишня — первинний осередок
- Черешня
- Обліпиха
- Чорна смородина
- Аґрус
- Ліщина
- Груша — вторинний осередок
- Суниці садові — гібрид чилійських і віргінських суниць
- Суниці мускусні (полуниці)
- Жимолость
- Цибуля алтайська
- Ріпа — первинний осередок
- Горобина чорноплідна — походить з Північної Америки, але окультурена в Росії
- Горобина домашня
- Брусниця
- Порічки
- Шипшина
- Бузина